# Washington (Missouri)
Washington é uma cidade localizada no estado americano de Missouri, no Condado de Franklin.

## Demografia
Segundo o censo americano de 2000, a sua população era de 13.243 habitantes.
Em 2006, foi estimada uma população de 14.228, um aumento de 985 (7.4%).

## Geografia
De acordo com o United States Census Bureau tem uma área de
23,4 km², dos quais 22,1 km² cobertos por terra e 1,3 km² cobertos por água.

## Localidades na vizinhança
O diagrama seguinte representa as localidades num raio de 20 km ao redor de Washington.